# Гессен
Ге́ссен (нем. Hessen [ˈhɛsn̩], произношениео файле) — земля в центральной части Германии. Столица — город Висбаден. Крупнейший город — Франкфурт-на-Майне.

## География

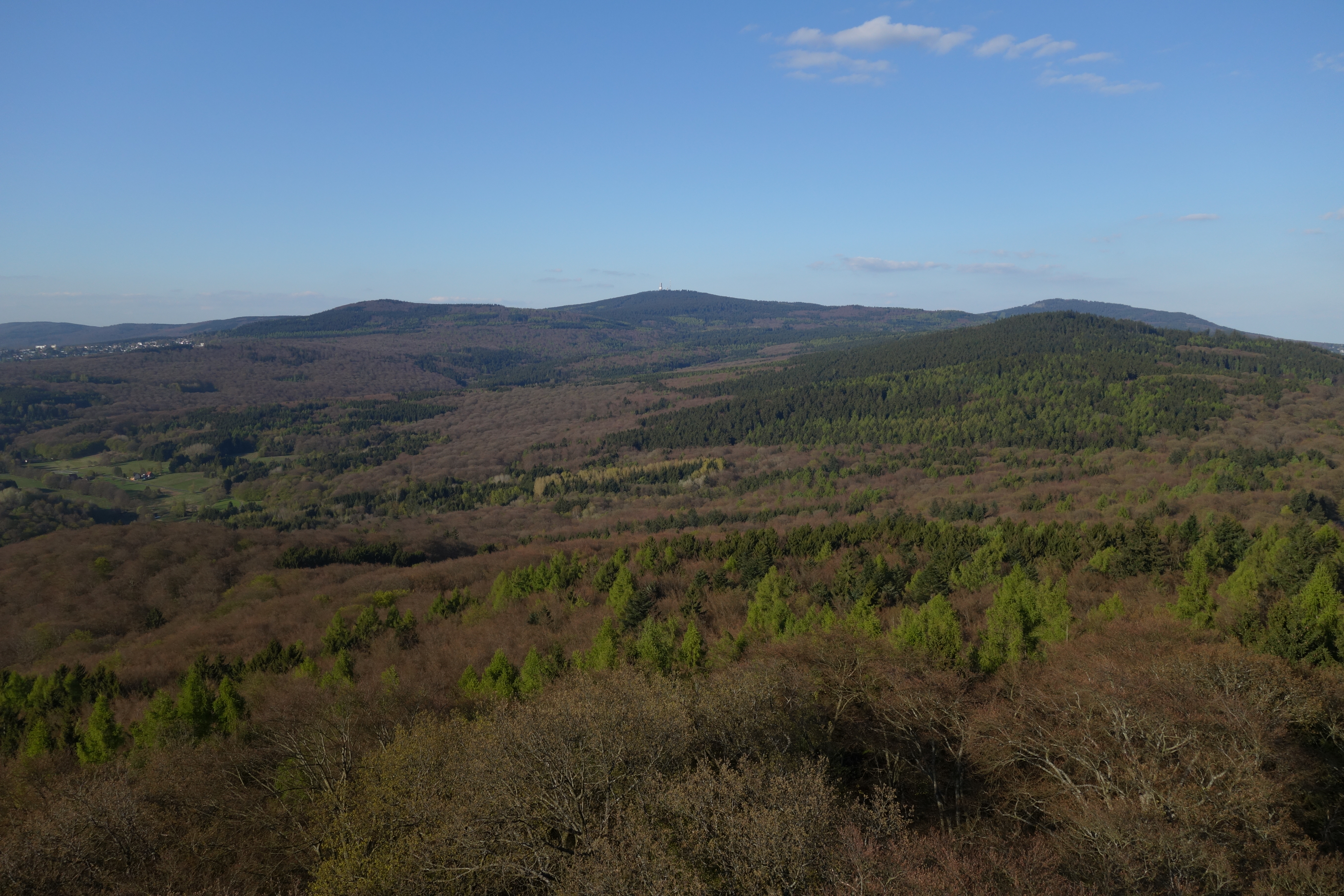
Обширная лесная территория в Таунусе: 40 процентов территории Гессена занимают леса.

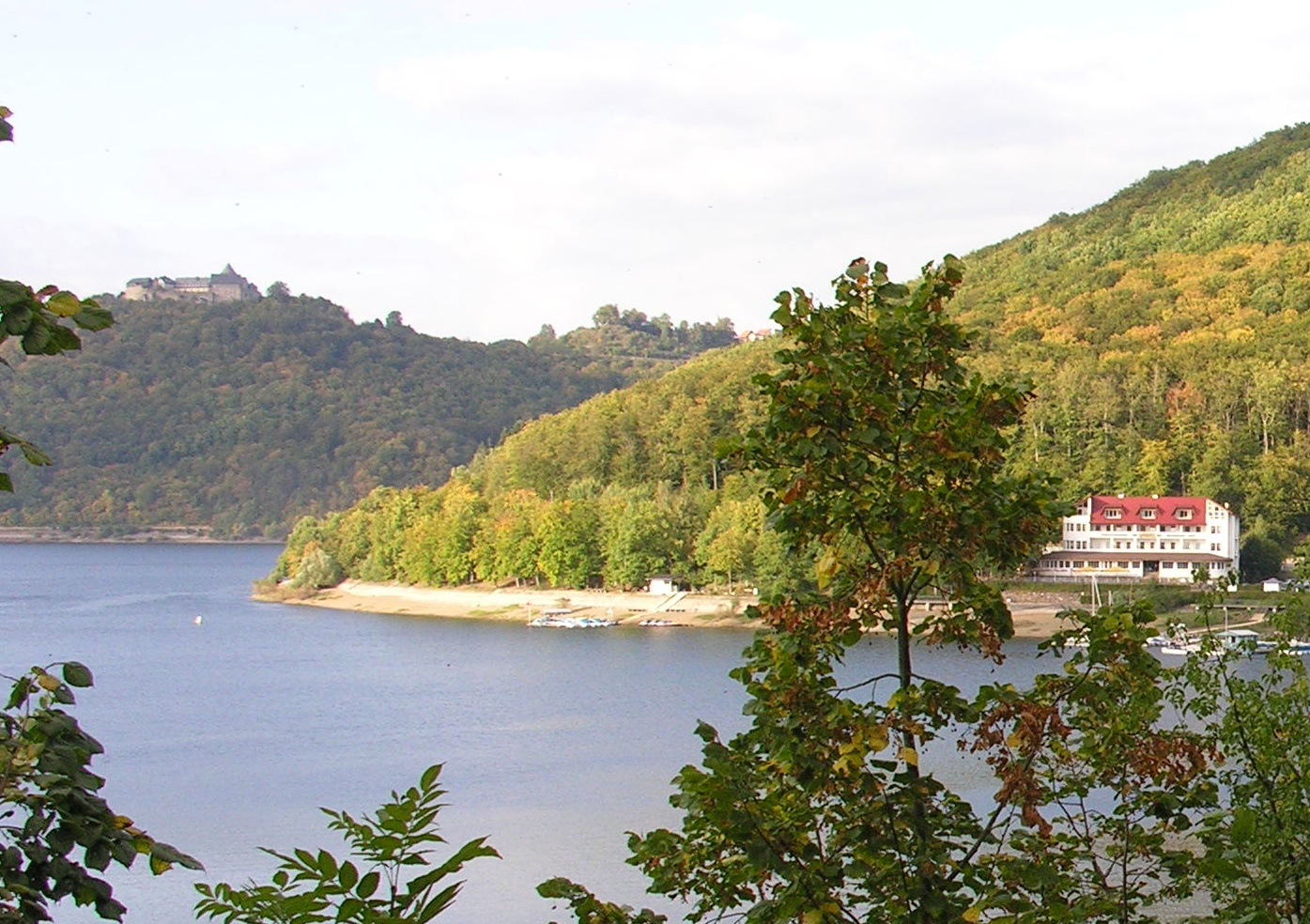

### Географическое положение
Земля Гессен находится в самом центре Германии и граничит с землями Северный Рейн-Вестфалия (протяжённость границы — 269 330 метра), Нижняя Саксония (167 013 метра), Тюрингия (269 647 метра), Бавария (261 881 метра), Баден-Вюртемберг (176 540 метра), Рейнланд-Пфальц (266 325 метра). Общая протяжённость границ — 1410,736 километров.

### Реки
Север и восток Гессена принадлежат бассейну Везера, начинающегося на северо-восточной границе земли. Образующие его истоки Фульда и Верра до своего слияния текут по Гессену на протяжении 215 км и 95 км, соответственно. Остальная часть территории относится к бассейну Рейна, отграничивающего землю от Рейнланд-Пфальца с юго-запада на протяжении 107 км. Его важнейшие притоки со стороны Гессена — Майн и Лан, а также протекающий на коротком отрезке южной границы Некар.
- Рейн
- Майн
- Неккар
- Везер
- Верра
- Лан
- Фульда
- Эдер
- Димель
- Линсфербах
- Нидда
- Швальм
- Кинциг
- Дилль
- Азельбах

### Озёра
В Гессене нет крупных естественных водоёмов. Крупнейшие четыре водохранилища земли расположены в районе Вальдек-Франкенберг в северо-западном Гессене: озеро Эдер, крупнейший водоём Гессена, озеро Аффольдернер, озеро Димель, озеро Твисте. Широко известны водохранилища Кинциг-Штау в восточногессенском районе Майн-Кинциг и Аарталь в западногессенском районе Лан-Дилль.
К крупнейшим озёрам Гессена, возникшим из карьеров, принадлежат озеро Боркенер в районе Швальм-Эдер, Верратталь в районе Верра-Майснер, и озеро Лангенер в районе Оффенбах, крупнейшее озеро южного Гессена.

## История
Название Гессен (в латинской передаче Hassia) происходит от древнегерманского племени хаттов.

## Политика
Гессен — обладающий частичным суверенитетом субъект федеративной республики Германия, демократическая парламентская республика. Источником власти в ней является народ, через представляющие его органы власти, в первую очередь — ландтаг, а также иные, установленные конституцией, например, земельное правительство, государственный суд земли Гессен. Демократическое самоуправление народа осуществляется через выборы в органы власти и референдумы. Диктатура в любой форме запрещена конституцией земли.
Законодательный орган — Гессенский ландтаг (нем. Hessischer Landtag), избирается народом, исполнительный орган — Гессенское земельное правительство (нем. Hessische Landesregierung), состоящее из Гессенского министра-президента (нем. Hessischer Ministerpräsident) и министров, назначаемых Гессенским ландтагом. Орган конституционного надзора — Государственный суд Земли Гессен (нем. Staatsgerichtshof des Landes Hessen), высшая судебная инстанция — Высший земельный суд Франкфурта-на-Майне (нем. Oberlandesgericht Frankfurt am Main), высшая судебная инстанция административной юстиции — Гессенский административный суд (нем. Hessischer Verwaltungsgerichtshof).
Гессенский ландтаг — выборное представительство всех граждан земли. Это высший орган власти земли Гессен, к которому восходит вся государственная власть в земле. Ландтаг избирается на пять лет, по истечении которых самораспускается.
На выборах 2018 года ХДС/ХСС получили 40 мест, Зелёные — 29, СДПГ — 29, АдГ — 19, СвДП — 6, Левые − 5.

### Премьер-министры
- 1945—1946 — Карл Гейлер (нем. Karl Geiler)
- 1946—1950 — Христиан Шток (нем. Christian Stock, СДПГ)
- 1950—1969 — Георг Август Цинн (нем. Georg August Zinn, СДПГ)
- 1969—1976 — Альберт Освальд (нем. Albert Osswald, СДПГ)
- 1976—1987 — Хольгер Бёрнер (нем. Holger Börner, СДПГ)
- 1987—1991 — Вальтер Вальман (нем. Walter Wallmann, ХДС)
- 1991—1999 — Ханс Айхель (нем. Hans Eichel, СДПГ)
- 1999—2010 — Роланд Кох (нем. Roland Koch, ХДС)
- 2010—2022 — Фолькер Буфье (нем. Volker Bouffier, ХДС)
- с 31 мая 2022 — Борис Рейн (нем. Boris Rhein, ХДС)

## Административное деление
С 1981 года Гессен разделён на три административных округа (нем. Regierungsbezirk): Дармштадт, Гиссен и Кассель. В административные округа входят, в свою очередь, 21 земельный район (нем. Landkreis) и 5 внерайонных (приравненных к районам) города (нем. Kreisfreie Stadt). Они включают 426 общин (нем. Gemeinde) (нем. Kreisfreie Stadt), крупные города делятся на местные округа (нем. Ortsbezirk).

### Районы и внерайонные города

Районы и внерайонные города Гессена

административный округ Дармштадт:
| Статус            | Герб | Название по-русски | Название по-немецки   | Индекс автомобильных номеров Германии | Площадь (км²) | Население (по состоянию на 31 декабря 2022 г.) | Административный центр  |
| ----------------- | ---- | ------------------ | --------------------- | ------------------------------------- | ------------- | ---------------------------------------------- | ----------------------- |
| Район             |      | Бергштрасе         | Landkreis Bergstraße  | HP                                    | 719,49        | 275 205                                        | Хеппенхайм              |
| Район             |      | Дармштадт-Дибург   | Darmstadt-Dieburg     | DA                                    | 658,61        | 300 658                                        | Дармштадт               |
| Район             |      | Грос-Герау         | Landkreis Groß-Gerau  | GG                                    | 453,03        | 280 308                                        | Грос-Герау              |
| Район             |      | Верхний Таунус     | Hochtaunuskreis       | HG, USI                               | 481,84        | 239 488                                        | Бад-Хомбург-фор-дер-Хёэ |
| Район             |      | Майн-Кинциг        | Main-Kinzig-Kreis     | MKK, HU, GN, SLÜ                      | 1.397,33      | 430 838                                        | Гельнхаузен             |
| Район             |      | Майн-Таунус        | Main-Taunus-Kreis     | HRO                                   | 222,52        | 242 420                                        | Хофхайм-ам-Таунус       |
| Район             |      | Оденвальд          | Odenwaldkreis         | ERB                                   | 623,99        | 97.577                                         | Эрбах                   |
| Район             |      | Оффенбах           | Landkreis Offenbach   | OF                                    | 356,23        | 362 137                                        | Дитценбах               |
| Район             |      | Райнгау-Таунус     | Rheingau-Taunus-Kreis | RÜD, SWA                              | 811,42        | 189 614                                        | Бад-Швальбах            |
| Район             |      | Веттерау           | Wetteraukreis         | FB, BÜD                               | 1 100,69      | 317 298                                        | Фридберг                |
| Внерайонный город |      | Франкфурт-на-Майне | Frankfurt am Main     | F                                     | 248,31        | 773 068                                        |                         |
| Внерайонный город |      | Оффенбах-ам-Майн   | Offenbach am Main     | OF                                    | 811,42        | 189 614                                        |                         |
| Внерайонный город |      | Висбаден           | Wiesbaden             | WI                                    | 203,9         | 283 083                                        |                         |

административный округ Гиссен:
| Статус | Герб | Название по-русски | Название по-немецки | Индекс автомобильных номеров Германии | Площадь (км²) | Население (по состоянию на 31 декабря 2022 г.) | Административный центр |
| ------ | ---- | ------------------ | ------------------- | ------------------------------------- | ------------- | ---------------------------------------------- | ---------------------- |
| Район  |      | Гиссен             | Gießen              | GI                                    | 854,56        | 278 664                                        | Гисен                  |
| Район  |      | Лан-Дилль          | Lahn-Dill-Kreis     | LDK, DIL, WZ                          | 1 066,51      | 257 289                                        | Вецлар                 |
| Район  |      | Лимбург-Вайльбург  | Limburg-Weilburg    | LM                                    | 738,44        | 174 884                                        | Лимбург-ан-дер-Лан     |
| Район  |      | Марбург-Биденкопф  | Marburg-Biedenkopf  | MR, BID                               | 1 262,55      | 249 644                                        | Марбург                |
| Район  |      | Фогельсберг        | Vogelsbergkreis     | VB                                    | 1 458,96      | 106 833                                        | Лаутербах              |

административный округ Кассель:
| Статус            | Герб | Название по-русски  | Название по-немецки | Индекс автомобильных номеров Германии | Площадь (км²) | Население (по состоянию на 31 декабря 2022 г.) | Административный центр |
| ----------------- | ---- | ------------------- | ------------------- | ------------------------------------- | ------------- | ---------------------------------------------- | ---------------------- |
| Район             |      | Фульда              | Landkreis Fulda     | FD                                    | 1 380,39      | 227 456                                        | Фульда                 |
| Район             |      | Херсфельд-Ротенбург | Hersfeld-Rotenburg  | HEF, ROF                              | 1 097,75      | 121 566                                        | Бад-Херсфельд          |
| Район             |      | Кассель             | Kassel              | MR, BID                               | 1 293,32      | 240 718                                        | Кассель                |
| Район             |      | Швальм-Эдер         | Schwalm-Eder-Kreis  | HR, FZ, MEG, ZIG                      | 1 539         | 182.595 (                                      | Хомберг                |
| Район             |      | Верра-Майснер       | Werra-Meißner-Kreis | ESW, WIZ                              | 1 024,84      | 100 208                                        | Эшвеге                 |
| Район             |      | Вальдек-Франкенберг | Waldeck-Frankenberg | KB, FKB, WA                           | 1 848,7       | 159 154                                        | Корбах                 |
| Внерайонный город |      | Кассель             | Kassel              | KS                                    | 106,8         | 204.202                                        |                        |

### Города
Города с университетами
- Висбаден
- Гисен
- Дармштадт
- Кассель
- Марбург
- Франкфурт
- Фульда

### Регионы
- Bergstraße
- Hessisches Hinterland
- Knüll
- Niederhessen
- Oberhessen
- Odenwald
- Osthessen
- Rheingau
- Rhön
- Ried
- Taunus
- Vogelsberg
- Untermain
- Waldeck
- Wetterau
- Eschwege

### Местные органы государственной власти
Представительные органы районов — крейстаги (нем. Kreistag), избираемые населением по пропорциональной системе с закрытым списком, состоящие из депутатов крейстагов (Kreistagsabgeordneter), избирающие из своей среды председателя крейстага (kreistagsvorsitzender), исполнительные органы районов — районные комитеты (Kreisausschuss), избираемые крейстагами, состоящие из ландрата (Landrat) и ольдерменов (Beigeordneter).
Представительные органы городов — городские собрания уполномоченных (Stadtverordnetenversammlung), избираемые населением по пропорциональной системе с закрытым списком, состоящие из городских уполномоченных (Stadtverordneter), избирающие из своей среды старосту городских уполномоченных (Stadtverordnetenvorsteher), исполнительные органы городов — магистраты (Magistrat), состоящие из обер-бургомистр (Oberbürgermeister) и штадтратов (Stadtrat).
Представительные органы общин — общинные представительства (Gemeindevertretung), избираемые населением по пропорциональной системе с закрытым списком, состоящие из общинных представителей (Gemeindevertreter), избиравшие из своей среды председателя общинного представительства (Vorsitzender der Gemeindevertretung), исполнительные органы общин — общинные правления (Gemeindevorstand), состоящие из бургомистра (Bürgermeister) и олдерменов (Beigeordneter).
Представительные органы местных округов — местные советы (Ortsbeirat), исполнительные органы местных округов — местные старосты (Ortsvorsteher).

## Регионы-партнёры
Гессен имеет партнёрские отношения с:
|  | Аквитания                 | Франция |
|  | Бурса                     | Турция  |
|  | Эмилия-Романья            | Италия  |
|  | Великопольское воеводство | Польша  |
|  | Висконсин                 | США     |